# Isaäc Boldingh
Isaäc Boldingh ( 1879-1938 ) fue un botánico, pteridólogo neerlandés .

## Algunas publicaciones

### Libros
- 1909.  The flora of the Dutch West Indian islands. Ed. Leyden : E.J. Brill. 2 vols. ix planchas : 4 cartas. vol. 1: The flora of St. Eustatius, Saba & St. Martin; vol. 2: The flora of Curaçao, Aruba & Bonaire
- 1913.  Flora voor de Nederlandsch West-Indische eilanden. Ed. Amsterdam, Druk. van J.H. de Bussy. xx + 450 pp.
- 1914. Catalogus herbarii plantarum in horto bogoriensi cultarum. Ed. Batavia : G. Kolff. 179 pp.
- 1916. Zakflora voor de landbouwstreken op Java. xvii + 204 pp.
- 1930. Zakflora voor de landbouwstraken op Java. Ed. Bandoeng : Visser. 208 pp.

- La abreviatura «Bold.» se emplea para indicar a Isaäc Boldingh como autoridad en la descripción y clasificación científica de los vegetales.[1]